# Betörő az albérlőm (film, 2004)
A Betörő az albérlőm (eredeti cím: The Ladykillers) 2004-ben bemutatott amerikai filmvígjáték, melyet Joel és Ethan Coen írt és rendezett. A forgatókönyv alapjául az 1955-ös azonos című angol film szolgált. A főbb szerepekben Tom Hanks, Tzi Ma, Marlon Wayans, Irma P. Hall, J. K. Simmons és Ryan Hurst látható.
Az Amerikai Egyesült Államokban 2004. március 26-án bemutatott film összességében kedvezőtlen kritikákat kapott, de bevételi szempontból sikeres volt.

## Cselekmény
|  | Alább a cselekmény részletei következnek! |

A film egy kisvárosban játszódik a Mississippi folyó mentén. Murva Manson háza mögött nem messze található a Bandita királynő kaszinóhajó. Az öreg nénike kissé szenilis. Általában elhunyt férje, Othar képével beszélget. Egy nap becsönget hozzá G. H. Dorr professzor, aki a kiadó szoba felől érdeklődik. Murva Manson levezeti őt a pincébe. A doktor nagyon meg van elégedve vele. Eközben több esemény is történik.
- A hajón egy új embert, bizonyos Gawaint beavatnak a kaszinó titkaiba. A hajóról folyosó vezet a partra, a föld alá; ott találhatók az irodák és a széf is.
- Egy stúdióban reklámot forgatnak: Garth egy kutyára maszkot ad, amitől az megfullad. Garth mesterséges légzést ad neki, és ezt látja egy állatvédő is.
- Egy amerikai-foci meccsen egy Tönk nevű játékos mindent elront. Az edző kirúgja.
- Az egyik fánkos boltba két rabló tör be, ám a Tábornok alaposan ellátja bajukat.

A prof. említette Miss Munsonnak, hogy van egy kis zenekara, akikkel a pincében próbálni fognak. Valójában másra készül. A pincében beavatja Gawaint, Garthtot, a Tábornokot és Tönköt a tervbe: ki akarják rabolni a Bandita királynőt. Elkezdenek ásni. A munka során sziklába ütköznek. Gawain neheztel Garthra, mert az beavatta szerelmét is a lopásba. Gawaint közben kirúgják a Bandita királynőről. A prof Miss Munsonnak jegyet ajándékoz egy előadásra, mivel ki kell robbantaniuk a sziklát. Eközben Garth lerobbantja az ujját, amit Munson macskája elvisz. Gawain lefizeti Mr.Gudget, a kaszinó vezetőjét. Amíg Miss Munson a templomban van, addig Dorrék sikeresen elrabolják a pénzt.
Csakhogy a nénike előbb ér haza az áhítatról. A nagy sürgés-forgásban észreveszi a pénzt, és a professzor kénytelen elmondani az igazat. Miss Munson a rendőrséggel fenyegetőzik és azt követeli, hogy mindannyian jöjjenek el misére. A csapat úgy dönt, megölik a nőt. Sorsot húznak, Gawain húzza a rövidebbet. Amikor azonban felmegy, a gyilkosságot nem tudja megtenni. Garth gyávának nevezi, mire egymásnak ugranak, és Gawain halálos sebet kap. Amíg elviszik, hogy a hídról ledobják a szemétszállító hajóra, addig Garth meg akar lépni a pénzzel. A Tábornok azonban közbelép. A hullákat ledobják a hajóra, majd újra sorsot húznak. Ezúttal a tábornok húzza a rövidebbet. Mielőtt belép a szobába, bekapja a cigarettáját, mert a néni nem szereti a cigarettafüstöt. Amikor az idős nőt meg akarja fojtani, kattan a falióra, a csikk lefut a Tábornok torkán. Kifut a szobából, leesik a lépcsőn és nyakát töri. A hídról ledobják a hullát a hajóra, majd a professzor utasítja Tönköt, hogy ölje meg Murva Munsont. Tönk kevés esze miatt saját magával végez, a professzornak pedig, amikor Edgar Allan Poe-tól idéz, az egyik szobor esik a fejére; egyenesen a szemétszállítóban végzi.
Munson megtalálja a pénzt és elmegy, hogy szóljon a seriffnek, de az azt hiszi, hogy a néni csak képzelődik. Murva azon gondolkodik, hogy odaadja a pénzt a Bob Jones Egyetemnek. A seriff rábólint, mivel azt hiszi, nincs is semmilyen pénz. A nénike boldogan megy haza. Kopé, a macskája már megint elszökött. Szájában Garth ujjával a hídon vár a hajóra. Mikor az megjön, belepottyantja a testrészt.

## Szereplők
| Színész        | Szerep                            | Magyar hang    |
| -------------- | --------------------------------- | -------------- |
| Tom Hanks      | Goldthwaite Higginson Dorr, Ph.D. | Forgács Péter  |
| Irma P. Hall   | Marva Munson                      | Máthé Erzsi    |
| Marlon Wayans  | Gawain MacSam                     | Simonyi Balázs |
| J. K. Simmons  | Garth Pancake                     | Áron László    |
| Tzi Ma         | A tábornok                        | Botár Endre    |
| Ryan Hurst     | Tönk Hudson                       | Zámbori Soma   |
| Diane Delano   | Hegyibébi                         | Illyés Mari    |
| George Wallace | Wayner seriff                     | Dengyel Iván   |
| Stephen Root   | Mr. Gudge                         | Pálfai Péter   |
| Greg Grunberg  | tévéreklám rendező                | Hannus Zoltán  |
| Blake Clark    | futballedző                       |                |
| Aldis Hodge    | fánkos gengszter                  |                |
| Bruce Campbell | Humane Society dolgozó (cameo)    |                |